# Màrcia (dona de Fabi Màxim)
Màrcia (en llatí Marcia) va ser una dama romana del segle i aC. Era la dona de Paul·le Fabi Màxim, l'amic d'August. Formava part de la gens Màrcia, una antiga gens romana d'origen patrici.
Pel seu marit es va assabentar de la visita secreta que va fer l'emperador al seu net Pòstum Agripa, deportat a l'illa de Planàsia, on sembla que s'haurien reconciliat. Màrcia va informar a Lívia Drusil·la, que volia la successió a l'imperi pel seu fill Tiberi. Això va costar-li la vida al seu marit a la mort d'August, l'any 14. Ovidi diu casualment que era de la família dels Filip, i la menciona en una carta al seu marit.